# Zatańcz ze mną (film 1996)
Zatańcz ze mną (jap. Shall We ダンス? Shall We Dansu?) – japońska komedia romantyczna z 1996 roku w reżyserii i ze scenariuszem Masuyakiego Suo. Film zdobył Nagrody Japońskiej Akademii Filmowej w czternastu kategoriach, stając się zdecydowanie najbardziej nagradzanym japońskim obrazem 1996 roku. W 2004 zrealizowany został jego hollywoodzki remake, pod tym samym tytułem. 

## Opis fabuły
Shohei Sugiyama jest poważnym mężczyzną w średnim wieku, szefem działu księgowości w dużej firmie. Niedawno kupił dom na przedmieściach, gdzie mieszka z żoną i nastoletnią córką. Jak wielu Japończyków, całe swoje życie podporządkowuje firmie, starając się uzyskać awans i zarobić na utrzymanie rodziny oraz spłatę kredytów. Ciężka praca i monotonia codzienności wpędzają go w coraz większą apatię, traci jakąkolwiek radość życia. 
Pewnego dnia wyglądając z okna stojącego na stacji pociągu, którym codziennie wraca z pracy do domu, spostrzega stojącą w oknie jednego z budynków atrakcyjną kobietę. Okno to należy do szkoły tańca towarzyskiego, który tradycyjnie postrzegany jest w Japonii jako rozrywka nieco nieprzyzwoita, niegodna poważnych ludzi. Chcąc nawiązać bliższą znajomość z kobietą, Sugiyama zapisuje się do szkoły i rozpoczyna naukę tańca. Tam poznaje całą galerię postaci, dla których taniec stał się ucieczką od trudnej – z różnych powodów – codzienności. 

## Obsada
- Kōji Yakusho – Sugiyama
- Tamiyo Kusakari – Mai
- Naoto Takenaka – Aoki
- Hideko Hara – Masako, żona Sugiyamy
- Ayano Nakamura – Chikage, córka Sugiyamy
- Yu Tokui – Toukichi
- Hiromasa Taguchi – Tanaka
- Reiko Kusamura – pani Tamura
- Eriko Watanabe – Toyoko